# Spilomena curruca
Spilomena curruca är en stekelart som först beskrevs av Anders Gustav Dahlbom 1843.  Spilomena curruca ingår i släktet Spilomena, och familjen Crabronidae. Arten är reproducerande i Sverige.